# Ayax y Prok
Ayax y Prok és un duo musical de rap format pels germans bessons Ayax i Adrián Pedrosa Hidalgo (Granada, 23 de juliol de 1991).
Són molt coneguts en el món del i el hip-hop espanyol per la seva música contundent que busca representar el poble i expressar els seus sentiments. La música que practiquen des del 2003 ha ressaltat els últims anys per l'emoció i fermesa dels seus versos, que estan dotats de cultura i referències a fets històrics i personatges mítics. Els dos germans s'autoprodueixen junt amb DJ Blasfem, que els acompanya en la majoria dels seus discs i completa el seu grup. Els diversos concerts que fan, estan replets de passió i duresa per part dels dos germans, que a l'hora de cantar es compenetren mútuament entre ells.

## Biografia
Ayax i Adrián Pedrosa van néixer el dia 23 de juliol de 1991, van viure la seva infància i adolescència en un barri de Granada, Albaicín un barri de majoria gitana que, com els dos afirmen, “no se sosté per la droga”, fent referència al tràfic de drogues que pateix. Gràcies a això van poder experimentar en les seves pròpies carns la vida al carrer i el que és viure envoltats de delictes i drogues. Més tard tot això es podria veure reflectit en moltes cançons apareixent així el barri d'Albayzín amb molta freqüència en les seves cançons. Als 12 anys van fer el seu primer tema, ja sota el nom artístic Ayax y Prok.
Des dels 16 fins als 23 van treballar del que va poder per guanyar-se la vida mentre estudiaven, treballant de cambrers, relacions públiques, de caixers en un supermercat entre d'altres, ja que en aquells temps la seva família va passar una època molt dolenta i gairebé van ser desallotjats. Els dos van acabar el batxillerat. Ayax va començar la carrera d'antropologia social i cultural, però com que va començar a ser famós, a la facultat ja era conegut i li demanaven autògrafs a totes hores, un any després ho va tornar a intentar, es va proposar estudiar filologia hispànica, però encara va ser pitjor, no podia ni caminar per la facultat sense que el paressin, llavors ho va haver de deixar.
Durant la seva vida han viscut a vàries ciutats important dintre d'Espanya, com Granada, la seva citat natal, Madrid on han viscut durant bastants anys o a Barcelona, on van viure durant un temps el 2020. Per això els escenaris de les seves cançons canvia constantment. En la majoria de les ciutats on han viscut, han viscut els dos junts.

## Carrera musical

### Ayax
Ayax Pedrosa va produir el seu primer tema va ser a l'edat de dotze anys, junt amb el seu germà Adrián, després durant els anys des del 2014 fins al 2017 va seguir produint diferent tipus de música dintre del món del rap.
Al cap d'uns anys de produir música amb el seu germà, va crear la seva obra prima, el seu àlbum en solitari "Cara y Cruz" (2018), amb el que un temps després, l'any 2020 va rebre el Triple Disc de Platí, atorgat per l'associació Promusicae, a aquells que han venut més de 120.000 còpies del seu disc. Gran part de la quantitat de diners que va recaptar amb aquest premi va ser destinada a la construcció d'una escola per orfes a Moçambic.
En el mateix any 2020 Ayax va aparèixer com a actor en la pel·lícula Hasta el cielo, un thriller policíac dirigida per Daniel Calparsoro. Això va disparar la carrera d'Ayax fent-lo més famós i li va obrir les portes al món de l'actuació.

### Prok[calcitació]
Adrián Pedrosa, més conegut com a Prok, va produir el seu primer tema a l'edat de 12 anys, a partir d'aquella època va començar a fer rap als carrers. Junt amb el seu germà van anar guanyant-se una posició entre els més grans a Granada.
L'any 2014 va publicar la primera cançó del canal de YouTube Ayax i Prok, el nom de la cançó és "01 Sucio y bello" que consta de més de 163.000 visites al canal. Aquesta consta com la primera cançó de la seva carrera discogràfica de YouTube. Uns anys després va res recopilada en el disc Albayzín recopilatorio, el primer disc oficial d'Ayax y Prok.
L'any 2018 Prok presenta el seu primer àlbum en solitari, "Rojo y Negro", considerat per molts una obra mestra que expressa sentiments i vivències impròpies a la seva edat, així mostrant la seva qualitat a l'hora d'escriure i de crear música. Acompanyat de lectures crues, bases fosques, tocs de flamenc i sons dels 90s, respectant les arrels, Prok ha recopilat més de 10 milions de visualitzacions a YouTube durant l'any 2019/2020.

## Estil i influències
L'estil d'Ayax y Prok es basa en el rap, qualificat per molts com a Rap Serio, Rap lleial o Rap Conscient, representant la seva claredat a l'hora d'escriure versos tallants i polèmics. Sovint parlen de vivències personals i de problemes socials, que afecten molta gent, això ha fet que es poguessin guanyar un nom dintre del rap.
Però Ayax y Prok també ha tingut els seus moments amb altres estils, com el hardcore, que es podia observar més als seus inicis, o el flamenc que s'ha usat en diverses cançons, una de les més conegudes és "Reproches" que els va fer triomfar l'any 2017.

## Altres negocis

### Botiga de roba
Des del 2018 Ayax Y Prok, a part del negoci de la música, s'han dedicat a promocionar el seu segell a treves de la venda de roba (dessuadores, samarretes, jaquetes o samarretes de tirants), que es pot trobar a la seva web oficial.

### Cinema
En aquest casa l'únic component del grup que ha participat en cinema és l'Ayax, que al any 2020 va aparèixer com a actor en la pelicula Hasta el Cielo un thriller policíac dirigidt per Daniel Calparsoro. Més tard va tornar a aparèixer en una pel·lícula de Paco León, Rainbow, que es va estrenar el 18 de setembre del 2022.

## Discografia

### Albums d'estudi
- Albayzín Recopilatorio (2016)
- Cara y Cruz (ayax 2018)
- Rojo y Negro (prok 2018)
- Le cri de la Rue (prok 2021)
- Juglar del Siglo XXI (ayax 2022)